# Elgin
Elgin (Ailgin in scots, Eilginn in gaelico scozzese) è una cittadina della Scozia Nord orientale, situata a 35 miglia (55 km) ad est di Inverness e 60 miglia (95 km) ad ovest di Aberdeen. La principale attività industriale della zona è la produzione di whisky, grazie alle numerose distillerie site nell'area dello Speyside. La città, cui spetta il titolo onorifico di Royal Burgh, è il capoluogo amministrativo dell'area consigliare del Moray e il capoluogo storico della contea tradizionale dell'Elginshire, detta anche Morayshire.

## Storia
Le fondamenta della città furono poste all'inizio dell'XI secolo, quando nell'area fu costruito un castello. Il luogo divenne in breve tempo un'apprezzata riserva di caccia per i primi sovrani scozzesi, in particolare per il controverso Macbeth di Scozia. Nel 1224 Alessandro II di Scozia le riconobbe il titolo di Royal Burgh.
Vi è chi sostiene che a Elgin fosse stato concesso il titolo di city (città) nel XIII secolo, quando fu prescelta dal Vescovo di Moray quale sede della propria diocesi, e tale appellativo è ancora usato da molti abitanti e citato spesso nel materiale turistico. Ma per quanto la locale squadra di calcio si chiami Elgin city FC in tempi moderni tale status non è stato riconosciuto dal governo locale, che non la annovera tra le sei città della Scozia.

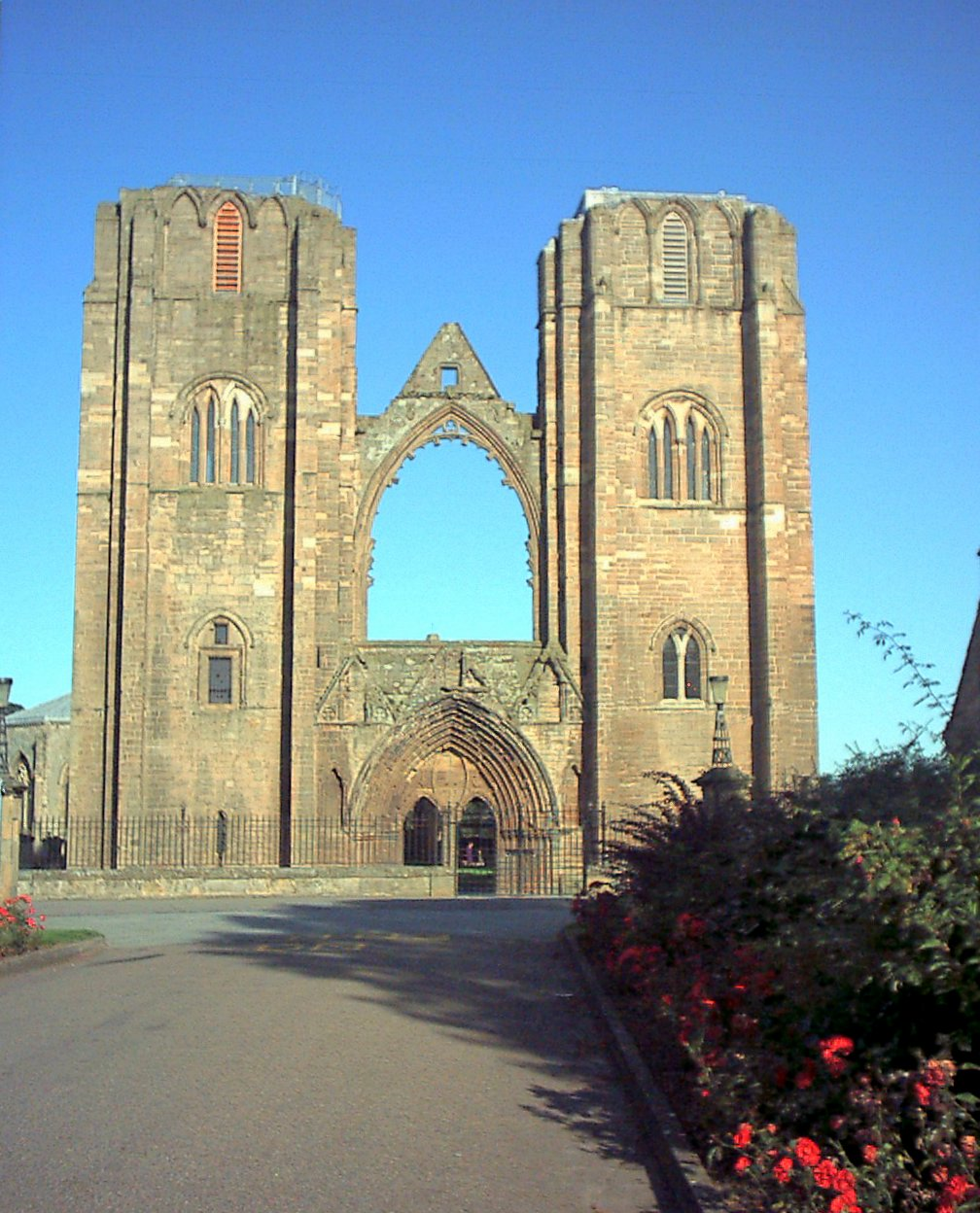
La Cattedrale di Elgin, facciata posteriore

In un primo momento la cattedra vescovile fu semplicemente trasferita in una chiesa preesistente, la 'Chiesa della Santa Trinità fuori di Elgin'. Nella sua prima realizzazione, la Cattedrale di Elgin era un semplice edificio a pianta cruciforme. La chiesa venne notevolmente ampliata dopo essere stata danneggiata da un incendio nel 1270, con il raddoppio della lunghezza del coro, l'aggiunta di due navate laterali e di un capitolo adiacente alla navata settentrionale.
Nel 1390 Alessandro Stuart, figlio illegittimo del re più noto sotto il nome di "Volpe di Badenoch", saccheggiò le città di Forres ed Elgin e diede loro fuoco, causando alla cattedrale danni tali da richiedere la completa ricostruzione del timpano occidentale, degli archi della navata, della torre centrale e del capitolo. Le sue scorrerie furono anche occasione di vaste stragi in entrambe le città.
Nei primi anni della Riforma protestante la cattedrale non subì danni; venne però spogliata quasi interamente nel 1567. Nel 1630 crollò il tetto principale e nel corso dei due secoli successivi le pietre della chiesa vennero riciclate come materiale da costruzione, trasformando in un mero guscio vuoto quella che un tempo era stata chiamata la 'Lanterna del Nord'.
Nel 1745 Elgin divenne un centro nevralgico della sfortunata ribellione giacobita. Oltre a essere il centro di origine del capo della rivolta, Lord Murray, molti clan locali si schierarono in difesa del principe Carlo Edoardo Stuart. L'esercito giacobita passò a Elgin l'ultima notte prima della decisiva Battaglia di Culloden; Carlo Edoardo alloggiò a Thunderton House, le vestigia della quale sono ancora visibili nel centro della città.

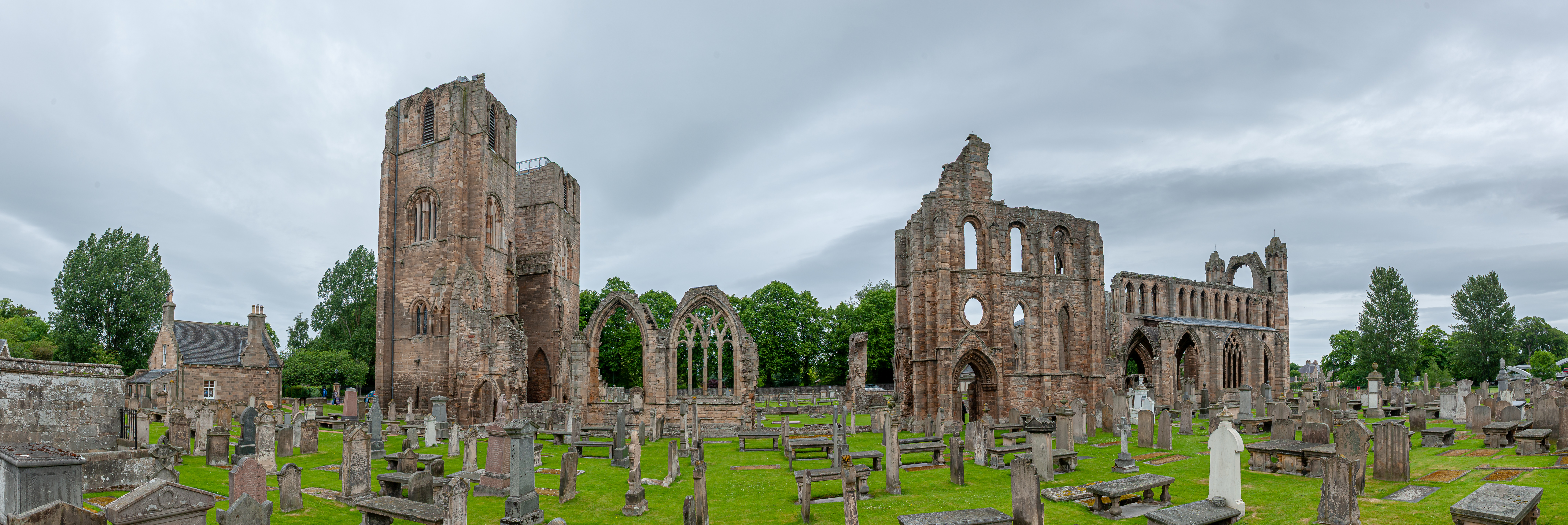
La cattedrale di Elgin

 Dopo la battaglia, la stretta del duca di Cumberland sull'intera regione fu devastante. Il Castello di Elgin venne demolito (secondo l'opera Castles of Britain and Ireland era già in rovina dal XV secolo) e gran parte della popolazione locale venne deportata in Canada nell'ambito delle Highland Clearances. La regione cadde in uno stato di prostrazione dal quale si riebbe solo a partire dal 1820 circa.
Tra il 1820 e il 1840 a Elgin vennero costruiti molti edifici che la resero una città degna di nota; tra le testimonianze del nuovo status della città vi sono l'ospedale Dr Grays, lo Anderson's Institute, la chiesa neoclassica di St Giles (costruita tra il 1825 e il 1828) e l'Elgin Museum (1842). Le porte di accesso alla città vennero rimosse; degli antichi varchi risulta a oggi visibile solo la Pans Port, nei pressi della cattedrale. Le rovine di quest'ultima vennero ripulite da molte tonnellate di rifiuti per dare inizio a un processo di ricostruzione che finora è proseguito con grande lentezza.
L'arrivo della ferrovia alla metà del XIX secolo ebbe un impatto rilevante sulla città; le sue dimensioni raddoppiarono e vennero aperte nuove vie di comunicazione, aumentandone l'importanza quale principale centro commerciale e amministrativo del Moray.

## Amministrazione

### Gemellaggi
Elgin è gemellata con:
- Landshut, dal 1956